# 1369-es busz
Az 1369-es jelzésű regionális autóbuszvonal Ózd, Miskolc, Tiszaújváros, Hajdúnánás és Nyíregyháza között húzódik, amelyet a MÁV Személyszállítási Zrt. üzemeltet.

## Útvonala
Az autóbuszvonal Borsod-Abaúj-Zemplén vármegye legnagyobb városait és Szabolcs-Szatmár-Bereg vármegye megyeszékhelyét köti össze. A járatok útjuk során keresztülhaladnak Putnok, Kazincbarcika, Sajószentpéter, Miskolc, Nyékládháza, Tiszaújváros, Polgár és Hajdúnánás városokon és érintésébe veszi Hajdú-Bihar vármegyét.
Ózd buszállomásától a 25-ös főúton közlekedik egészen Bánrévéig, ahonnan a Sajó településein keresztül az országhatári 26-os főúton tartózkodik. Kazincbarcikán a város forgalmasabb pontjain hajt át (kivételt képez az autóbusz-állomás és hétköznap a Szent Flórián tér is), majd a borsodi megyeszékhelyre, a miskolci Búza térre hajt. A buszvonal másik járatpárját innen indítják, mely a 3-as főút Mezőkövesd felé irányuló szakaszán halad, azonban Nyékládházán távozik róla. A városban kettő felé szakadnak a járatok útjai – a miskolci járatpár a város forgalmasabb szakaszán keresztül megy, míg az ózdi járatpár a leghosszabb országos autóbuszjáratoknak fenntartott, főúti megállóban áll meg. A Tiszaújvárosi járás járásközpontja, Tiszaújváros az utolsó a megyehatár előtt, a Tiszai Erőmű területéhez hétköznap eljutás biztosított. Polgártól sík úton éri el Hajdúnánást, aminek gyógyfürdőjéhez napjában 1-1 autóbusz kitérést is tesz. Az autóbuszvonal Kálmánháza térségében vezet Nyíregyházára, melynek autóbusz-állomásán végződik.
Nyíregyháza felől egyetlen munkanapi járat Ózdon belül továbbközlekedik az ózdi Bolyok városrészbe, egészen az egykori Ózdi Ruhagyárig a 2-es és 2A-s helyijáratok mentén.

## Közlekedése
Indításai a hét minden napján történnek, Ózdról egy járatpár mindennap; Miskolcról egy járatpár munkanapokon közlekedik. Az ózdi járatok Tiszaújváros után a jelenleginél is jobban gyorsítottak, ezen felül a hétköznapi hajnali indítás Ózd és Miskolc között is.
A járatok Ózdtól 160, Miskolctól megközelítőleg 100 kilométert tesznek meg előbbi esetben 4; utóbbi esetben több, mint 2 óra alatt, mely hétvégén pár perccel lerövidül a kisebb forgalom végett. A jelenség Ózd és Miskolc között van jelen, mely szakaszon a 3770-es buszokkal fut egy úton. Miskolc és Nyíregyháza között még az 1370-es buszok közlekednek, de Tiszavasvári felé.
| Viszonylat                                  | Indításszám | Közlekedési rend |
| ------------------------------------------- | ----------- | ---------------- |
| Ózd, aut. áll. – Nyíregyháza, aut. áll.     | 1 oda       | munkanapokon     |
| Ózd, aut. áll. – Nyíregyháza, aut. áll.     | 1 pár       | hétvégén         |
| Miskolc, aut. áll. – Nyíregyháza, aut. áll. | 1 pár       | munkanapokon     |
| Nyíregyháza, aut. áll. ➝ Ózd, Ruhagyár      | 1 oda       | munkanapokon     |

### Járművek
Az autóbuszvonalon ózdi és miskolci illetőségű autóbuszok közlekednek. Előbbi legtöbbször Credo Inovell 12 és Mercedes-Benz Intouro buszokat, míg utóbbi Irisbus Crossway típusú kocsit helyez járatára.

## Megállóhelyei
| Munkanapokon 1 járat által érintett.                                                 |                                                     |          | |
| ∫                                                                                    | Ózd, Ruhagyár végállomás                            | ∫        | 2, 2A, 20, 20A 3770, 4102, 4186 |
| ∫                                                                                    | Ózd, Bolyki főút Asztalos Kft.                      | ∫        | 2, 2A, 12, 20, 20A, 21, 23, 26 3770, 4102 |
| ∫                                                                                    | Ózd, Bolyki főút ABC áruház                         | ∫        | 2, 2A, 12, 20, 20A, 21, 23, 26 3770, 4102, 4186 |
| ∫                                                                                    | Ózd, strandfürdő                                    | ∫        | 2, 2A, 12, 20, 20A, 21, 23, 26 3770, 4102, 4186 |
| ∫                                                                                    | Ózd, Civil Ház                                      | ∫        | 2, 2A, 12, 20, 20A, 21, 23, 26 3770, 4102 |
| ∫                                                                                    | Ózd, Áprád vezér általános iskola                   | ∫        | 2, 2A, 12, 20, 20A, 21, 23, 26 3770, 4102 |
| ∫                                                                                    | Ózd, Zrínyi utca 5.                                 | ∫        | 2, 2A, 12, 20, 20A, 21, 23, 26 3770, 4102, 4186 |
| ∫                                                                                    | Ózd, Bolyki elágazás                                | ∫        | 2, 2A, 6, 12, 20, 20A, 21, 23, 26, 46, 63, 68, 76 1031, 1034, 1051, 1384 3770, 4102, 4180, 4185, 4186 |
| ∫                                                                                    | Ózd, Városháztér                                    | ∫        | 2, 2A, 6, 12, 20, 20A, 21, 23, 26, 46, 63, 68, 76 1384 3770, 4102, 4180, 4185, 4186 |
| 0                                                                                    | Ózd, autóbusz-állomás vonalközi végállomás          | 0.0 km   | 1, 2, 2A, 3, 4, 6, 7, 8, 12, 20A, 21, 23, 26, 46, 47, 68, 74, 76, 78 1031, 1034, 1051, 1384, 1411 3410, 3770, 3773, 4101, 4102, 4104, 4140, 4145, 4147, 4148, 4150, 4151, 4153, 4155, 4157, 4158, 4160, 4161, 4180, 4185, 4186 |
| 1                                                                                    | Ózd vasútállomás                                    | 1.2 km   | 4, 7, 8, 12, 21, 46, 47, 68, 74, 76, 78 1384, 1410, 1411 3770, 3773, 4104, 4140, 4145 személyvonat – Ózd (92) |
| 2                                                                                    | Ózd alsó vasútállomás                               | 3.5 km   | 4, 46, 47, 74 1384, 1410, 1411 3770, 3773, 4104, 4140, 4145 személyvonat – Ózd alsó (92) |
| 3                                                                                    | Ózd, Center vasútállomás bejárati út                | 6.5 km   | 1384, 1410, 1411 3770, 3773, 4104, 4140, 4145 |
| 4                                                                                    | Ózd, faiskola                                       | 7.1 km   | 1384, 1410, 1411 3770, 3773, 4104, 4140, 4145 |
| 5                                                                                    | Ózd, centeri elágazás                               | 7.8 km   | 1384, 1410, 1411 3770, 3773, 4104, 4140, 4145 |
| 6                                                                                    | Sajónémeti elágazás                                 | 9.0 km   | 1384, 1410, 1411 3770, 3773, 4104, 4140, 4145 |
| 7                                                                                    | Sajópüspöki, élelmiszerbolt                         | 10.4 km  | 1034, 1384, 1410, 1411 3770, 3773, 4104, 4140, 4145 |
| 8                                                                                    | Bánréve, autóbusz-váróterem                         | 12.6 km  | 1034, 1384, 1410, 1411 3770, 3773, 4104, 4140, 4145 |
| 9                                                                                    | Bánréve, vasúti átjáró                              | 13.2 km  | 1384, 1410, 1411 3770, 3773, 4104, 4140, 4145 személyvonat – Bánréve (92) |
| 10                                                                                   | Bánréve, újtelep                                    | 14.1 km  | 1384, 1410, 1411 3770, 3773, 4104, 4140, 4145 |
| 11                                                                                   | Héti elágazás                                       | 15.3 km  | 1034, 1384, 1410, 1411 3770, 3773, 4063, 4104, 4140, 4145, 4188 |
| 12                                                                                   | Putnok, Egyetértés Tsz                              | 17.9 km  | 1384, 1410, 1411 3770, 3773, 4063, 4104, 4140, 4145, 4188 |
| 13                                                                                   | Putnok, szociális otthon                            | 18.5 km  | 1384, 1410, 1411 3770, 3773, 4063, 4104, 4140, 4145, 4188 |
| 14                                                                                   | Putnok, Fő tér                                      | 19.2 km  | 1384, 1410, 1411 3770, 3773, 4063, 4065, 4104, 4140, 4145, 4147, 4148, 4151, 4188, 4194, 4195 |
| 15                                                                                   | Putnok, Kossuth utca 62.                            | 20.1 km  | 1384, 1410, 1411 3770, 3773, 4057, 4062, 4063, 4065, 4147, 4188, 4194, 4195 |
| 16                                                                                   | Dubicsány, panzió                                   | 23.9 km  | 1384, 1410, 1411 3770, 3773, 4057, 4062, 4063, 4065, 4194 |
| 17                                                                                   | Sajógalgóci elágazás                                | 26.6 km  | 1384, 1410, 1411 3770, 3773, 4057, 4062, 4063, 4065, 4066, 4067, 4194 |
| 18                                                                                   | Vadna, községháza                                   | 29.3 km  | 1054, 1384, 1410, 1411 3408, 3770, 3773, 4057, 4058, 4059, 4060, 4061, 4062, 4063, 4065, 4066, 4067, 4153, 4194 |
| 19                                                                                   | Sajókaza vasútállomás, bejárati út                  | 31.2 km  | 1054, 1384, 1410, 1411 3408, 3770, 3773, 4057, 4058, 4059, 4060, 4061, 4062, 4063, 4065, 4066, 4067, 4069, 4153, 4194 személyvonat – Sajókaza (92) |
| 20                                                                                   | Kazincbarcika, városháza                            | 35.1 km  | 3 1384, 1410, 1411 3756, 3763, 3764, 3765, 3770, 3772, 3773, 4040, 4041, 4043, 4044, 4047, 4048, 4050, 4052, 4059, 4063, 4065, 4067, 4069, 4070, 4075, 4080, 4082, 4083, 4084 |
| 21                                                                                   | Kazincbarcika, Szent Flórián tér autóbusz-váróterem | 37.1 km  | 1054, 1384, 1410, 1411 3756, 3763, 3764, 3765, 3766, 3767, 3769, 3770, 3772, 3773, 4040, 4041, 4043, 4044, 4045, 4046, 4047, 4048, 4050, 4052, 4058, 4059, 4061, 4062, 4063, 4065, 4066, 4067, 4069, 4070, 4075, 4079, 4080, 4081, 4082, 4083, 4084, 4194 |
| 22                                                                                   | Kazincbarcika, BorsodChem IV. kapu                  | 38.5 km  | 1384 3756, 3763, 3764, 3765, 3770, 3773, 4045, 4046, 4047, 4048, 4050, 4052, 4058, 4061, 4062, 4063, 4067, 4070, 4075, 4081, 4082 |
| 23                                                                                   | Berente, PVC gyár bejárati út                       | 40.0 km  | 1384, 1410, 1411 3756, 3763, 3764, 3765, 3766, 3767, 3769, 3770, 3773, 4045, 4046, 4047, 4048, 4050, 4052, 4058, 4061, 4062, 4063, 4067, 4070, 4075, 4081, 4082 |
| 24                                                                                   | Sajószentpéter, parasznyai elágazás                 | 43.0 km  | 1384, 1410, 1411 3754, 3756, 3761, 3763, 3764, 3765, 3766, 3767, 3769, 3770, 3773, 4049, 4050, 4051, 4098 |
| 25                                                                                   | Sajószentpéter, edelényi elágazás                   | 44.3 km  | 1384, 1410, 1411 3754, 3761, 3763, 3764, 3765, 3766, 3767, 3769, 3770, 3773, 4098 |
| 26                                                                                   | Miskolc, Stromfeld laktanya                         | 54.4 km  | 1384, 1410, 1411 3700, 3701, 3702, 3703, 3704, 3705, 3707, 3708, 3709, 3711, 3714, 3754, 3757, 3760, 3761, 3763, 3764, 3765, 3766, 3767, 3769, 3770, 3772, 3773, 3774, 3775, 3776, 3777 |
| 27                                                                                   | Miskolc, repülőtér bejárati út                      | 55.4 km  | 3A, 8, 12, 12G, 14, 14G, 20, 24, 36, 54, 240, 914 1384, 1410, 1411 3700, 3701, 3702, 3703, 3704, 3705, 3707, 3708, 3709, 3711, 3714, 3754, 3757, 3760, 3761, 3763, 3764, 3765, 3766, 3767, 3769, 3770, 3772, 3773, 3774, 3775, 3776, 3777 |
| 28                                                                                   | Miskolc, megyei kórház                              | 56.3 km  | 3A, 12, 12G, 14, 14G, 20, 24, 36, 54, 914 1384, 1410, 1411 3700, 3701, 3702, 3703, 3704, 3705, 3707, 3708, 3709, 3711, 3714, 3754, 3757, 3760, 3761, 3763, 3764, 3765, 3766, 3767, 3769, 3770, 3772, 3773, 3774, 3775, 3776, 3777 |
| 29                                                                                   | Miskolc, autóbusz-állomás vonalközi végállomás      | 58.2 km  | 1, 1G, 3, 3A, 4, 7, 11, 12G, 20, 20A, 20B, 24, 28, 32, 32G, 34G, 43, 44, 45, 101B, 900, 914, 935 1050, 1053, 1370, 1372, 1373, 1374, 1375, 1376, 1377, 1380, 1381, 1383, 1384, 1410, 1411 3700, 3701, 3702, 3703, 3704, 3705, 3706, 3707, 3708, 3709, 3710, 3711, 3712, 3714, 3715, 3716, 3717, 3718, 3719, 3720, 3721, 3722, 3723, 3724, 3726, 3727, 3728, 3729, 3730, 3731, 3733, 3734, 3735, 3736, 3737, 3738, 3739, 3740, 3741, 3742, 3743, 3744, 3745, 3746, 3747, 3748, 3749, 3750, 3751, 3752, 3753, 3754, 3755, 3757, 3760, 3761, 3764, 3765, 3766, 3767, 3770, 3772, 3773, 3774, 3775, 3776, 3777, 4019 |
| 30                                                                                   | Miskolc, Vörösmarty út (↓)                          | 59.3 km  | 3A, 14G, 21, 21G, 24, 32, 35, 45, 901, Auchan 1 1050, 1370, 1372, 1375, 1376, 1380, 1381 3738, 3739, 3740, 3741, 3742, 3743, 3744, 3745, 3746, 3747, 3748, 3749, 3750, 3751, 3752, 4019 |
| ∫                                                                                    | Miskolc, Corvin utca (↑)                            | ∫        | 20, 20A, 20B, 28, 34, 35, 43, 44, Auchan 1 1370, 1372, 1375, 1376, 1377, 1410 3738, 3739, 3740, 3741, 3742, 3743, 3744, 3745, 3746, 3747, 3748, 3749, 3750, 3751, 3752, 4019 |
| 31                                                                                   | Miskolc, Lévay József utca (↓)                      | 60.0 km  | 4, 30, 31, 32, 35G, 45 1370, 1381 3738, 3739, 3740, 3741, 3742, 3743, 3744, 3745, 3746, 3747, 3748, 3749, 3750, 3751, 3752, 4019 |
| ∫                                                                                    | Miskolc, SZTK rendelő (↑)                           | ∫        | 14, 20, 20A, 21, 30, 31, 34, 36, 43, 44, 900, 914, 935 1370, 1377 3738, 3739, 3740, 3741, 3742, 3743, 3744, 3745, 3746, 3747, 3748, 3749, 3750, 3751, 3752, 4019 |
| 32                                                                                   | Miskolctapolcai elágazás                            | 61.4 km  | 4, 14, 20, 20A, 24, 30, 32, 34, 36, 43, 44, 45, 900, 914, 935 1050, 1370, 1372, 1373, 1374, 1375, 1376, 1377, 1380, 1381, 1410, 1411 3738, 3739, 3740, 3741, 3742, 3743, 3744, 3745, 3746, 3747, 3748, 3749, 3750, 3751, 3752, 4019 |
| 33                                                                                   | Miskolc, harsányi útelágazás                        | 64.7 km  | 4, 43, 44, 53 1050, 1372, 1375, 1376, 1377, 1381 3738, 3739, 3740, 3741, 3742, 3743, 3744, 3745, 3746, 3747, 3748, 3749, 3750, 3751, 3752, 4019 |
| 34                                                                                   | Mályi, bolt                                         | 69.4 km  | 1050, 1370, 1372, 1375, 1376, 1377, 1380, 1381, 1410 3739, 3740, 3741, 3742, 3743, 3744, 3745, 3747, 3748, 3749, 3750, 4019 |
| 35                                                                                   | Nyékládháza, ónodi elágazás                         | 71.6 km  | 3739, 3741, 3742, 3743, 3744, 3745 |
| 36                                                                                   | Nyékládháza, gyógyszertár                           | 72.5 km  | 3739, 3741, 3742, 3743, 3744, 3745 |
| Naponta 2 járat által érintett az ónodi elágazás és a gyógyszertár megállók helyett. |                                                     |          | |
| ∫                                                                                    | Nyékládháza, Szemere utca 53.                       | ∫        | 1050, 1370, 1372, 1375, 1376, 1377, 1380, 1381, 1410 3745, 3747, 3748, 3749, 3750, 4019 |
| 37                                                                                   | Nyékládháza, Mezőpanel                              | 74.4 km  | 1370 3745 |
| 38                                                                                   | Nagycsécs, posta                                    | 82.7 km  | 1370, 1372, 1426, 1427 3734, 3737, 3739, 3744, 3745, 3752, 3971, 4009 |
| 39                                                                                   | Sajószöged, községháza                              | 86.3 km  | 1370, 1372, 1426, 1427 3734, 3737, 3739, 3744, 3745, 3752, 3966, 3967, 3968, 3969, 3970, 3971, 4009 vonatpótló – Sajószöged (89) |
| 40                                                                                   | Tiszaújváros, autóbusz-állomás                      | 90.3 km  | 1, 1A, 2, 3 1055, 1370, 1372, 1373, 1374, 1410, 1426, 1427 3731, 3733, 3737, 3739, 3744, 3745, 3752, 3952, 3960, 3963, 3965, 3966, 3967, 3968, 3969, 3970, 3971, 3974, 3975, 4008, 4009, 4240, 4241, 4484 vonatpótló – Tiszaújváros (89) |
| 41                                                                                   | Tiszaújváros, bejárati út                           | 91.2 km  | 2 1370, 1372, 1410, 1426, 1427, 1450 3731, 3733, 3737, 3739, 3744, 3745, 3952, 3960, 3963, 3964, 3965, 3966, 3968, 3970, 3971, 3975, 4008, 4240, 4241, 4484 |
| 42                                                                                   | Tiszaújváros, Volán-telep                           | 91.9 km  | 2 1370, 1372, 1410, 1450 3739, 3952, 3960, 3963, 3964, 3965, 4008, 4240, 4241, 4484 |
| Munkanapokon 2 járat által érintett.                                                 |                                                     |          | |
| ∫                                                                                    | Tiszaújváros, Dózsa György utca                     | ∫        | 3 1450 3952, 3960, 3963, 3964, 3965, 4008, 4240, 4484 |
| 43                                                                                   | Tiszapart városrész elágazás                        | 94.0 km  | 2 1370, 1372, 1410, 1450 3739, 3952, 3960, 4240, 4241, 4484 |
| 44                                                                                   | Tiszaújváros, Tiszagát őrház                        | 95.7 km  | 1450 3739, 3952, 3960, 4240, 4241, 4484 |
| 45                                                                                   | Polgár, tanyák                                      | 97.8 km  | 1450 3739, 3952, 3960, 4240, 4241, 4484 |
| 46                                                                                   | Polgár, strandfürdő                                 | 98.8 km  | 1370, 1450 3739, 3952, 3960, 4240, 4241, 4484 |
| 47                                                                                   | Polgár, autóbusz-váróterem                          | 100.0 km | 1055, 1370, 1372, 1373, 1374, 1410, 1426, 1427, 1450 3739, 3952, 3960, 4240, 4241, 4463, 4482, 4484, 4488 |
| 48                                                                                   | Polgár, hajdúnánási elágazás                        | 101.5 km | 4488 |
| 49                                                                                   | Polgár, Szabolcs utca                               | 102.2 km | 4488 |
| 50                                                                                   | Lenintanya, bejárati út                             | 107.7 km | 4488 |
| 51                                                                                   | Királydomb                                          | 111.9 km | 4488 |
| 52                                                                                   | Hajdúnánás, ipari terület (↓)                       | 122.8 km | 3952, 4466, 4467, 4488 |
| 53                                                                                   | Hajdúnánás, Polgári út                              | 123.4 km | 3952, 4466, 4482, 4488 |
| Naponta 2 járat által érintett.                                                      |                                                     |          | |
| ∫                                                                                    | Hajdúnánás, gyógyfürdő                              | ∫        | 4466 |
| 54                                                                                   | Hajdúnánás, autóbusz-váróterem                      | 125.0 km | 1446 3952, 4235, 4466, 4467, 4482, 4488, 4491, 4574 |
| 55                                                                                   | Kálmánháza, cseretelep                              | 137.8 km | 1446 4235 |
| 56                                                                                   | Nyíregyháza, Szakiskola és Kollégium                | 150.6 km | 19, 27, 28, 29, 49B, 92, 93, 94B, 95L, 900, 901, 902, H40 1370, 1426, 1427 4239, 4240, 4241, 4248 |
| 57                                                                                   | Nyíregyháza, autóbusz-állomás végállomás            | 153.3 km | 1, 1A, 2, 3, 4, 4Y, 7, 8, 8Y, 10, 10J, 10Y, 12, 12Y, 14, 14F, 20, 21, 22, 24, 25, 29, 30, 44, 44A, 90E, 91, 93, 93E, 95, 95E, 96, 900, 901, 902, H30, H31, H32, H35, H38, H40 1370, 1426, 1427, 1446, 1449 3877, 3881, 4200, 4201, 4202, 4203, 4205, 4206, 4207, 4208, 4209, 4210, 4211, 4212, 4213, 4214, 4215, 4216, 4217, 4218, 4219, 4220, 4221, 4222, 4224, 4225, 4231, 4232, 4233, 4234, 4235, 4236, 4237, 4238, 4239, 4240, 4241, 4242, 4243, 4248, 4249, 4250, 4253, 4271, 4281, 4282, 4290, 4291, 4304, 4381, 4570                                                                                      |